# Ponce de Thoire (évêque de Belley)
Pour les articles homonymes, voir Ponce et Ponce de Thoire.
Ponce de Thoire († après 1062) est un évêque de Belley de la seconde moitié du XIe siècle, sous le nom de Ponce III. Il appartient à la famille noble de Thoire, originaire du Bugey.

## Biographie
Ponce est le fils du seigneur Humbert [I] de Thoire († vers v. 1031). Il a trois frères, mentionnés dans une donation à la Chartreuse de Meyriat de 1164.
Il est abbé de Saint-Oyen (Saint-Claude).
Il est nommé sur le siège de Belley, sous le nom de Ponce III, vers 1062. À sa mort, Anthelme de Chignin lui succède sur le trône de Belley.